# Tamron 90mm Macro
Il Tamron 90mm Macro è un obiettivo macro prodotto da Tamron.

## Versioni

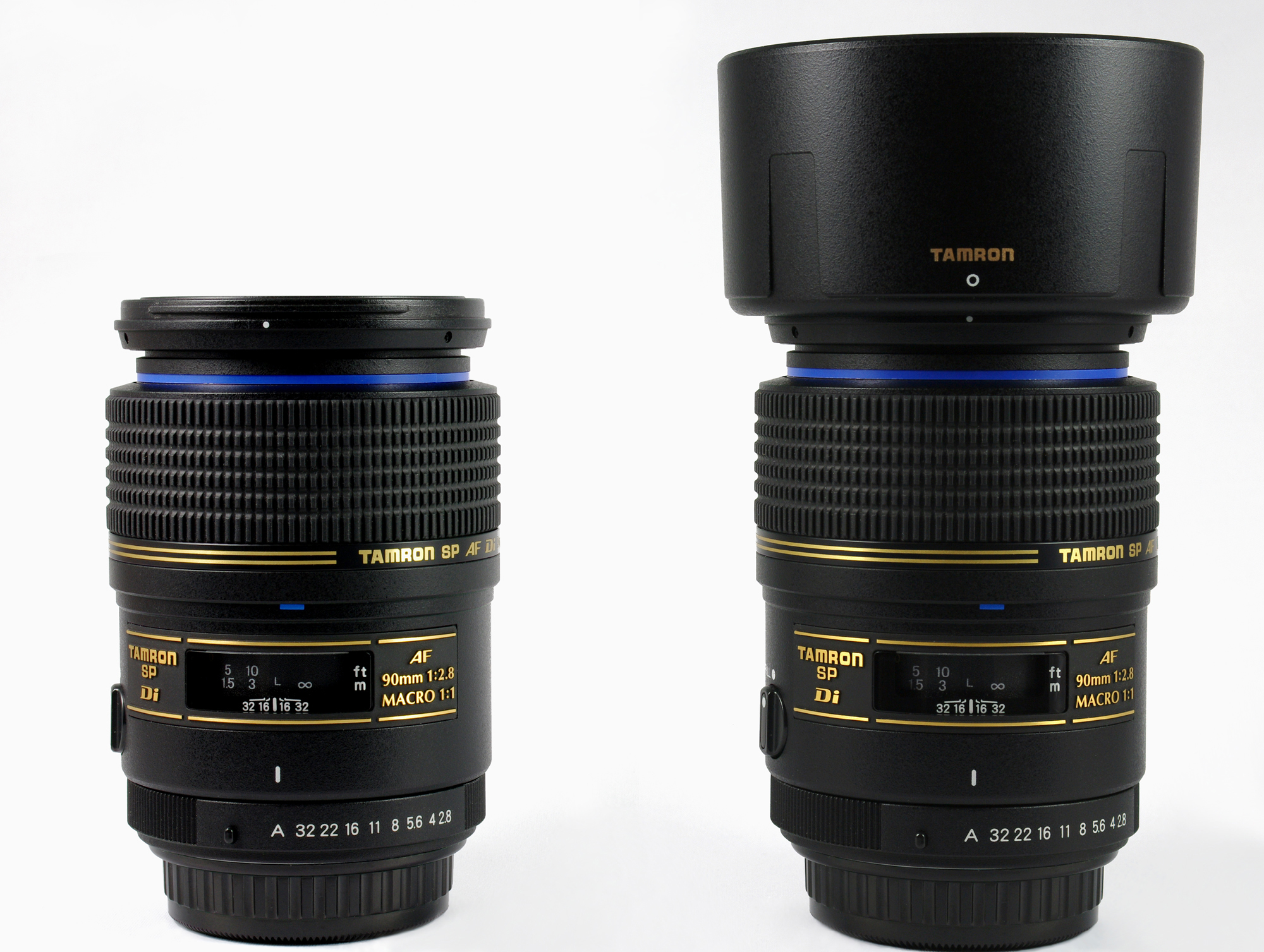
Un Tamron SP AF 90mm f/2,8 Di 1:1 Macro, modello del 2000 (seconda serie)

La prima serie venne messa in commercio nel 1997. Ricevette il premio europeo "Lens of the Year: 1997-1998". Aveva una lunghezza focale di 90 mm, un'apertura massima di f:/2,8 ed era disponibile con attacco Canon, Minolta-D, Nikon-D e Pentax. Molte riviste di settore ne parlarono, sia all'uscita sia nei successivi anni, tra queste British journal of photography. Nel 2000 uscì la seconda versione (SP AF 90 mm F/2,8 Di MACRO 1:1), con codice 272E. A settembre 2012 Tamron annunciò la terza versione di obiettivo SP 90 mm F/2,8 Di Macro 1:1 VC USD (codice F004), dotato di VC (Vibration Compensation) e USD (Motore Ultrasonic Silent Drive), successivamente ulteriormente rinnovata nel febbraio 2016 con la quarta versione (codice F017).

## Serie
| Serie | Codice | Anno |
| 1     | 72B    | 1997 |
| 2     | 272E   | 2000 |
| 3     | F004   | 2012 |
| 4     | F017   | 2016 |